# 2743 Chengdu
2743 Chengdu este un asteroid din centura principală, descoperit pe 21 noiembrie 1965, de Observatorul Zijinshan.